# Exit-Bag

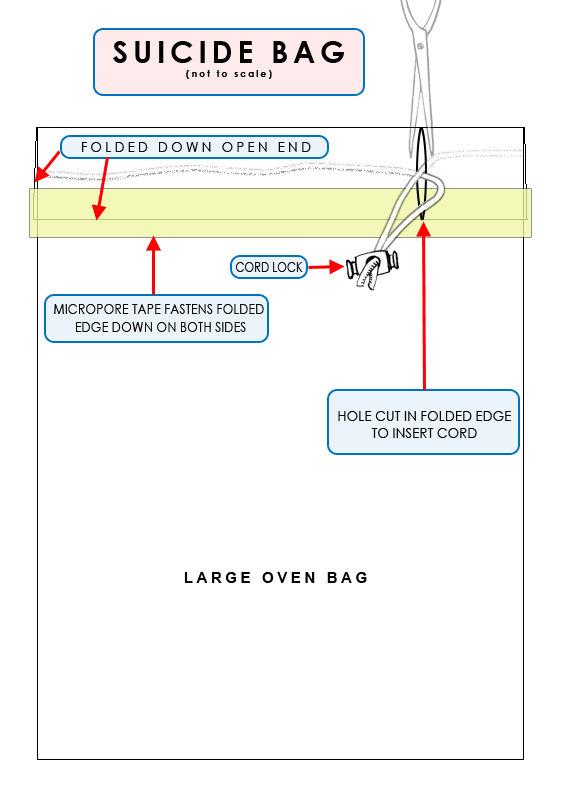
Schematische Darstellung eines Exit-Bag. Beschreibung auf Englisch.

Als Exit-Bag oder Suicide-Bag (englisch sinngemäß „Ausstiegs-Beutel“ oder „Suizid-Beutel“) wird ein Plastikbeutel bezeichnet, der als Hilfsmittel zur Durchführung eines Suizides oder einer Tötung auf Verlangen verwendet werden kann.

## Mechanismus

### Wirkungsprinzip

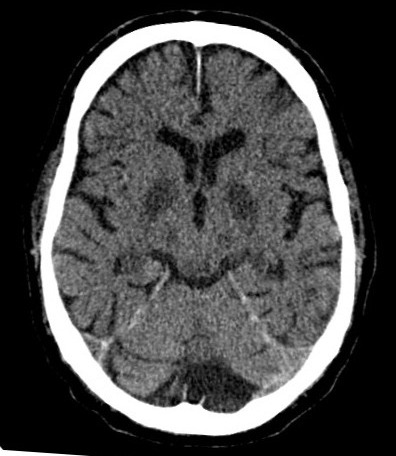
Computertomographie nach Sauerstoffmangel zeigt typische Gehirnschäden in hypoxieempfindlichen Regionen wie Globus pallidum und dem Hippocampus.

Bei einem Exit-Bag handelt es sich in der Regel um einen luftdichten Plastikbeutel, den der Sterbewillige sich selbst über den Kopf zieht oder gestülpt bekommt. Dadurch wird die Person von der Umgebungsluft abgeschnitten und stattdessen einer ausreichend großen Füllmenge Inertgas, wie Stickstoff oder einem Edelgas, ausgesetzt. Sauerstoffmangel führt innerhalb von 15 bis 20 Sekunden zur Bewusstlosigkeit. Hirnschäden entstehen nach ein bis zwei Minuten. Der Tod durch Atemstillstand tritt nach zwei bis 40 Minuten ein.
Steigt die Kohlenstoffdioxidkonzentration im Beutel auf mehr als 0,5 % bis 1 % an, kommt es zu einem starken, nicht unterdrückbaren Atemreflex und Erstickungsgefühl mit schmerzhaftem Todeskampf. Das Erstickungsgefühl entsteht primär durch einen Anstieg der Kohlenstoffdioxidkonzentration im Blut, und nicht durch einen Mangel von Sauerstoff. Kann der Sterbewillige Kohlenstoffdioxid erfolgreich in die Inertgasatmosphäre abatmen, ist das Erstickungsgefühl stark reduziert. Bei ausreichender Dimensionierung des Beutels und Gasflusses sollte der Nutzer keine erhöhte Konzentration von Kohlenstoffdioxid wahrnehmen.

### Funktion und Demonstration
Zur Demonstration hat Ludwig Minelli, der Gründer der Schweizer Organisation Dignitas, vier Freiwillige gefilmt, die durch Helium erstickt sind. Bewegungen von Armen und Beinen waren zwar „beunruhigend“ für die Beobachter von Dignitas; der Tod der Sterbewilligen war jedoch vermutlich „schmerzfrei“.
Es sind signifikante Variabilität in Sterbedauer, und Verletzungsmustern durch Exit-Bags dokumentiert. Der Tod tritt in einer Zeitspanne zwischen zwei und 40 Minuten ein. Lungenschäden können zur Zyanose und einem Ausfluss von Blut aus den Nasenöffnungen und aus der Mundhöhle führen. Überlebende, die einer Hypoxie ausgesetzt werden, können dauerhafte Hirnschäden erleiden.

### Forensik
Ein Tod durch Asphyxie unter einem Inertgas ist nur schwer mit den Methoden der modernen forensischen Toxikologie nachweisbar. In den meisten Fällen sind daher sowohl Indizien als auch eine gewissenhafte äußere Untersuchung des Körpers und des Tatorts ausschlaggebend. Obwohl Exit-Bags meist zum Suizid genutzt werden, sind Mordfälle bekannt.

## Geschichte und Aktuelles

### Frühe Geschichte
Menschen, die mit Plastikbeuteln erstickten, sind ab etwa 1950 in der Fachliteratur dokumentiert. Suizid und assistierter Suizid durch Ersticken unter Verwendung eines mit einem inerten Gas gefüllten Plastikbeutels sind seit den 1990ern dokumentiert und haben sich in den Jahren danach stark verbreitet.

### Das BuchFinal Exit
Ein wichtiger Grund für die Verbreitung des Suizids durch Ersticken ist der Bestseller Final Exit: The Practicalities of Self-Deliverance and Assisted Suicide for the Dying von Derek Humphry aus dem Jahr 1991. Das Buch erhielt anfangs wenig öffentliche Aufmerksamkeit, bis im Juli 1991 ein Artikel im Wall Street Journal, und danach zahlreichen anderen Zeitungen wie der New York Times, erschien. Ab August 1991 war das Buch ein Bestseller der New York Times Best Seller List und mehr als 500.000 Bücher wurden verkauft. Das Buch argumentierte gegen zahlreiche alternative Suizidmethoden und empfiehlt explizit die „Erlösung durch die Plastiktüte“. In Folgepublikationen zu diesem Buch wird Helium als ideales Inertgas beworben.
Die signifikante Zunahme von Suiziden durch Asphyxie in New York City wird diesem Buch zugeschrieben. Es sind außerdem Fälle dokumentiert, wo das Buch neben dem Leichnam von Menschen gefunden wurde, die sich das Leben durch Asphyxie nahmen.

### Der Exit-Bag
Um Suizid durch Asphyxie technisch einfacher und kostengünstiger zu gestalten, trat im Jahr 1999 die 2nd Self-Deliverance New Technology Konferenz (NuTech) zusammen. Eine der dort diskutierten Methoden war der Exit-Bag; ein Plastikbeutel der mit Helium als Inertgas befüllt wird und den der Sterbewillige sich selbst über den Kopf zieht oder gestülpt bekommt. Ein Suizid durch Asphyxie mit Helium war vor dem Jahr 2000 extrem selten und hat sich seitdem sehr schnell ausgebreitet, vermutlich verursacht durch zahlreiche Anleitungen im Internet.

### Aktuelle Hersteller
Neben selbst angefertigten Exit-Bags existieren „sachgerecht“ produzierte und von Sterbehilfe-Gruppen verteilte Modelle. Als Erfinder einer solchen Art von Exit-Bag gilt der australische Arzt Philip Nitschke, dessen Erfindung als „Aussie Exit Bag“ bezeichnet wird.

## Kontroverse

### Tödliche Erkrankungen
Das Buch Final Exit bewirbt die Suizidmethodik durch Asphyxie nur für Menschen, die an einer tödlichen Krankheit leiden und für die ihr Leid unerträglich wird. Die meisten Menschen, die sich so das Leben nehmen, sind jedoch nicht tödlich erkrankt, sondern leiden unter einer psychischen Störung, und/oder einer Abhängigkeit von psychoaktiven Substanzen.
Zahlreiche Ärzte, unter anderem im New England Journal of Medicine, kritisierten in der Folge, dass Patienten, beispielsweise mit Depression, das Buch als an sie gerichtet missverstehen, obwohl sie explizit nicht unter einer Krankheit mit tödlichem Verlauf leiden. Dies könne in dem Buch sehr leicht übersehen werden, obwohl D. Humphry selbst schreibt:

“It would be judicious and fair for a physician to decline to help if the patient who is asking for assistance in suicide is clearly depressed and not so rational. That depression may be treatable.”

„Es wäre ratsam und angemessen für den Arzt eines depressiven und in seinem Denken getrübten Patienten, Sterbehilfe abzulehnen. Die Depression könnte behandelbar sein.“

Konsistent mit diesem Befund bereuen viele Überlebende ihre Suizidversuche mit einem Exit-Bag.

### Öffentliche Reaktionen
Insbesondere die Vorstellung des Aussie Exit Bag 2001 rief ein breites mediales Echo hervor und führte in zahlreichen Ländern – insbesondere in Australien, Kanada und Großbritannien – zu öffentlichen Debatten um die ethische Zulässigkeit der Herstellung und/oder Anwendung eines solchen Produktes.
So verurteilte die kanadische Zeitschrift Abilities, ein Fachblatt für Behinderte und Invaliden, im Jahr 2002 den Exit-Bag als eine Gefahr für das Leben von pflegebedürftigen Personen:

“The production and distribution of the Exit Bag directly threatens people with disabilities […] who are pressured by 'caregivers' to commit suicide, or killed without their consent, because they are considered a burden.”

„Die Herstellung und Ausgabe von Exit Bags bedroht direkt das Leben von Menschen mit Behinderungen […], die von ihren 'Pflegern' dazu gedrängt werden, Suizid zu begehen, oder ohne ihre Zustimmung getötet werden, weil sie als eine Belastung angesehen werden.“

Dies wird von anderen Autoren unterstützt, die sich besorgt zeigen über die geringe Einbeziehung und Wertschätzung sonst wichtiger sozialer Mechanismen, die bereits marginalisierte Menschen weiter ausgrenzen würden.
Peter Beattie, der Premierminister des australischen Territoriums Queensland, verurteilte das Produkt öffentlich, lehnte ein Verbot jedoch als praktisch undurchführbar ab, da man sonst auch andere Alltagsgegenstände wie „Messer, Ziegelsteine oder Rasierklingen“ verbieten müsste, die bei entsprechender Anwendung den Tod herbeiführen könnten. In Irland ist die Verwendung bzw. die Zugänglichmachung von (professionellen) Exit-Bags demgegenüber strafbewehrt. So berichtete die britische Zeitung Guardian 2003 vom Ersuchen der irischen Behörden an die Vereinigten Staaten, einen amerikanischen Staatsbürger an Irland auszuliefern, der einer Irin durch die Beschaffung eines Exit-Bag den Suizid ermöglicht hatte.
Nitschke und andere Sterbehilfe- bzw. Suizid-Befürworter halten dem entgegen, dass der Exit-Bag – gefüllt mit Helium-Gas – eine besonders humane und technisch einfache Methode sei, einem Leben ein Ende zu bereiten.

## Nutzer
Obwohl der Exit-Bag an alte und kranke Menschen gerichtet ist, sind die meisten Nutzer jünger als Nutzer alternativer Suizidmethoden. Der typische Nutzer eines Exit-Bag ist etwa 50 Jahre alt, weiß, männlich und körperlich gesund, leidet jedoch unter einer psychischen Störung wie Depression.
Exit-Bags wurden von einer Mutter benutzt, um drei ihrer Kinder mit Helium zu ersticken.
Asphyxie durch Stickstoff wurde als technisch einfache und humane Hinrichtungsmethode in den Vereinigten Staaten diskutiert und am 25. Januar 2024 erstmals angewendet. Anlässlich dieser Exekution von Kenneth Smith in Alabama üben zwei Intensivmediziner und Anästhesisten aus San Francisco in einen renommierten Fachjournal Kritik. Sowohl durch Augenzeugen der Exekution als auch durch wissenschaftliche Evidenz sei die Tötung durch Stickstoff als grausam und sich in die Länge ziehend einzustufen.